# Liste der olympischen Medaillengewinner aus Kosovo
Kosovo nahm an den Olympischen Spielen erstmals 2016 teil.

## Medaillenbilanz
Bislang konnten vier Sportlerinnen aus dem Kosovo fünf Medaillen erkämpfen (dreimal Gold, einmal Silber und einmal Bronze).
| Kosovo bei den Olympischen Sommerspielen                                       | Kosovo bei den Olympischen Sommerspielen | Kosovo bei den Olympischen Sommerspielen | Kosovo bei den Olympischen Sommerspielen | Kosovo bei den Olympischen Sommerspielen | Kosovo bei den Olympischen Sommerspielen |      | Kosovo bei den Olympischen Winterspielen | Kosovo bei den Olympischen Winterspielen | Kosovo bei den Olympischen Winterspielen | Kosovo bei den Olympischen Winterspielen | Kosovo bei den Olympischen Winterspielen | Kosovo bei den Olympischen Winterspielen |
| Jahr                                                                           | Gold                                     | Silber                                   | Bronze                                   | Gesamt                                   | Rang                                     | Jahr | Gold                                     | Silber                                   | Bronze                                   | Gesamt                                   | Rang                                     |                                          |
| 2016                                                                           | 1                                        | 0                                        | 0                                        | 1                                        | 54                                       |      | 2014                                     | –                                        | –                                        | –                                        | –                                        | –                                        |
| 2020                                                                           | 2                                        | 0                                        | 0                                        | 2                                        | 42                                       |      | 2018                                     | 0                                        | 0                                        | 0                                        | 0                                        |                                          |
| 2024                                                                           | 0                                        | 1                                        | 1                                        | 2                                        | 73                                       |      | 2022                                     | 0                                        | 0                                        | 0                                        | 0                                        |                                          |
| Gesamt                                                                         | 3                                        | 1                                        | 1                                        | 5                                        |                                          |      | Gesamt                                   | 0                                        | 0                                        | 0                                        | 0                                        |                                          |
| \| \| Gold \| Silber \| Bronze \| Gesamt \| \| Ges. S+W \| 3 \| 1 \| 1 \| 5 \| |                                          |                                          |                                          |                                          |                                          |      |                                          |                                          |                                          |                                          |                                          |                                          |
|                                                                                | Gold                                     | Silber                                   | Bronze                                   | Gesamt                                   |                                          |      |                                          |                                          |                                          |                                          |                                          |                                          |
| Ges. S+W                                                                       | 3                                        | 1                                        | 1                                        | 5                                        |                                          |      |                                          |                                          |                                          |                                          |                                          |                                          |

## Medaillengewinner
- Laura Fazliu – Judo (0–0–1)

Paris 2024: Bronze, Halbmittelgewicht -63 kg, Frauen
- Nora Gjakova – Judo (1–0–0)

Tokio 2020: Gold, Leichtgewicht -57 kg, Frauen
- Majlinda Kelmendi – Judo (1–0–0)

Rio de Janeiro 2016: Gold, Halbleichtgewicht –52 kg, Frauen
- Distria Krasniqi – Judo (1–1–0)

Tokio 2020: Gold, Superleichtgewicht -48 kg, Frauen
Paris 2024: Silber, Halbleichtgewicht -52 kg, Frauen